# Leptoreodon
Leptoreodon — род вымерших растительноядных парнокопытных
млекопитающих из вымершего семейства Protoceratidae, эндемичный для запада Северной Америки эпохи эоцена 46,02-37,2 млн лет назад. Ископаемые остатки представителей рода найдены в США (Калифорния, Техас, Монтана, Вайоминг, Юта) и Канаде (Саскачеван).

## Таксономия
Leptoreodon был назван Wortman (1898). Peterson (1919) отнес его к Hypertragulidae; и к Protoceratidae Wortman (1898), Carroll (1988), Prothero (1998) Ludtke (2007).

## Морфология
Представители рода внешне напоминали оленей.
Масса четырёх ископаемых экземпляров была оценена M. Mendoza, C. M. Janis, and P. Palmqvist .
- Образец 1: 12,5 кг
- Образец 2: 10,3 кг
- Образец 3: 9,5 кг
- Образец 3: 10,6 кг

## Виды
По данным сайта Paleobiology Database, на ноябрь 2022 года в род включают 7 вымерших видов:
- Leptoreodon edwardsi
- Leptoreodon golzi
- Leptoreodon leptolophus
- Leptoreodon major
- Leptoreodon marshi
- Leptoreodon pusillus
- Leptoreodon stocki